# Hazel Barnes
Hazel Estella Barnes (Wiles-Barre 16 de diciembre de 1915-Boulder, Colorado; 18 de marzo de 2008) fue una filósofa, autora y traductora estadounidense conocida por la difusión del existencialismo en Estados Unidos por traducir los trabajos de Jean-Paul Sartre y escribir artículos originales sobre el tema. 

## Biografía
Tras doctorarse en estudios clásicos en Yale en 1941, continuó gran parte de su carrera en la Universidad de Colorado. En 1979, Barnes fue la primera mujer en convertirse en profesora distinguida en esta universidad. En reconocimiento a su extenso aporte a esta institución, en 1991 la Universidad de Colorado establecido el Premio Hazel para profesores que mejor encarnaran "la enriquecedora interrelación entre enseñar e investigar." En 1962, Barnes fue la anfitriona de la serie televisiva Autoencuentro: Un Estudio en Existencialismo, que contó con 10 episodios emitidos en Televisión Pública Nacional.
Su autobiografía, The Story I Tell Myself : A Venture in Existentialist [La historia que me digo a mí misma: Una aventura en el existencialismo], fue publicada en 1997.

## Traducción deEl ser y la nada
Barnes comenta en su autobiografía que la traducción de El ser y la nada la toma de forma inesperada. Al escribir al principal editor estadounidense de escritores existencialistas con una propuesta de escritura del tema general, Barnes recibió una respuesta con una invitación para realizar la traducción. Barnes tomó la oferta de editores, considerando que podría ser una manera buena de familiarizarse ella misma con la obra de Sartre. En su autobiografía escribe: 

«Mi aproximación a él era bastante casual. [Nunca me había preguntado a mí misma] si con solamente tres años de mal aprendizaje de francés en la escuela y un curso universitario anual, y apenas una mínima base en filosofía, estaba calificado para hacer esta tarea.»